# Debrecen-Nagyerdei Református Egyházközség
A Debrecen-Nagyerdei Református Egyházközség a Magyarországi Református Egyház Tiszántúli református egyházkerületének Debreceni Egyházmegyéjéhez tartozó gyülekezet.

## Hitvallás
A gyülekezet teljes egyetértésben a Magyarországi Református Egyházzal, a Szentírás és hitvallásai - az Óegyházi Hitvallások, a második Helvét Hitvallás és a Heidelbergi Káté - értelmében egyedüli fejének az Úr Jézus Krisztust ismeri.

## A gyülekezet története

### A gyülekezet története 1975-ig
Debrecen területén a XVI. sz. második felétől kezdődően a református hitet vallók egy egyházközségben tömörültek. A Nagyerdőn a Debreceni Tisza István Tudományegyetem főépületének közvetlen szomszédságában 1938. szeptember 12-én vette kezdetét az Egyetemi Református templom építése, melyet Borsos József építész tervezett és azt 1942. május 17-én Dr. Kállay Kálmán rektor igehirdetése után Dr. Révész Imre püspök szentelt fel.
Az 1000 ülő- és 1000 állóhelyet befogadó templom az egyetemi ifjúságot, az egyetem Hittudományi Karát és a városrész gyülekezetét egyaránt szolgálta.
A Debreceni Egyházmegye 1949-ben a városban működő egyházrészeket tizenkét jogilag önálló Egyházközséggé szervezte. Így jött létre a Debrecen-Nagyerdő Egyetemi Református Egyházközség.
A gyorsan növekvő gyülekezetet 1945 után módszeresen egyre nehezebb helyzetbe hozták, az egyetemi oktatóknak és a diákságnak megtiltották a gyülekezethez tartozást.
Az épület az akkori állami vezetés számára “túl közel volt az egyetemhez” így határozat született arról, hogy azt meg kell szerezni.
Az 1970-es évek elején erős politikai nyomásra az Egyetemi Templom adásvételi vagy csereszerződés nélkül állami tulajdonba került. Az eljárás ellen tiltakozó gyülekezet lelkészét, Éliás Józsefet kényszernyugdíjazták

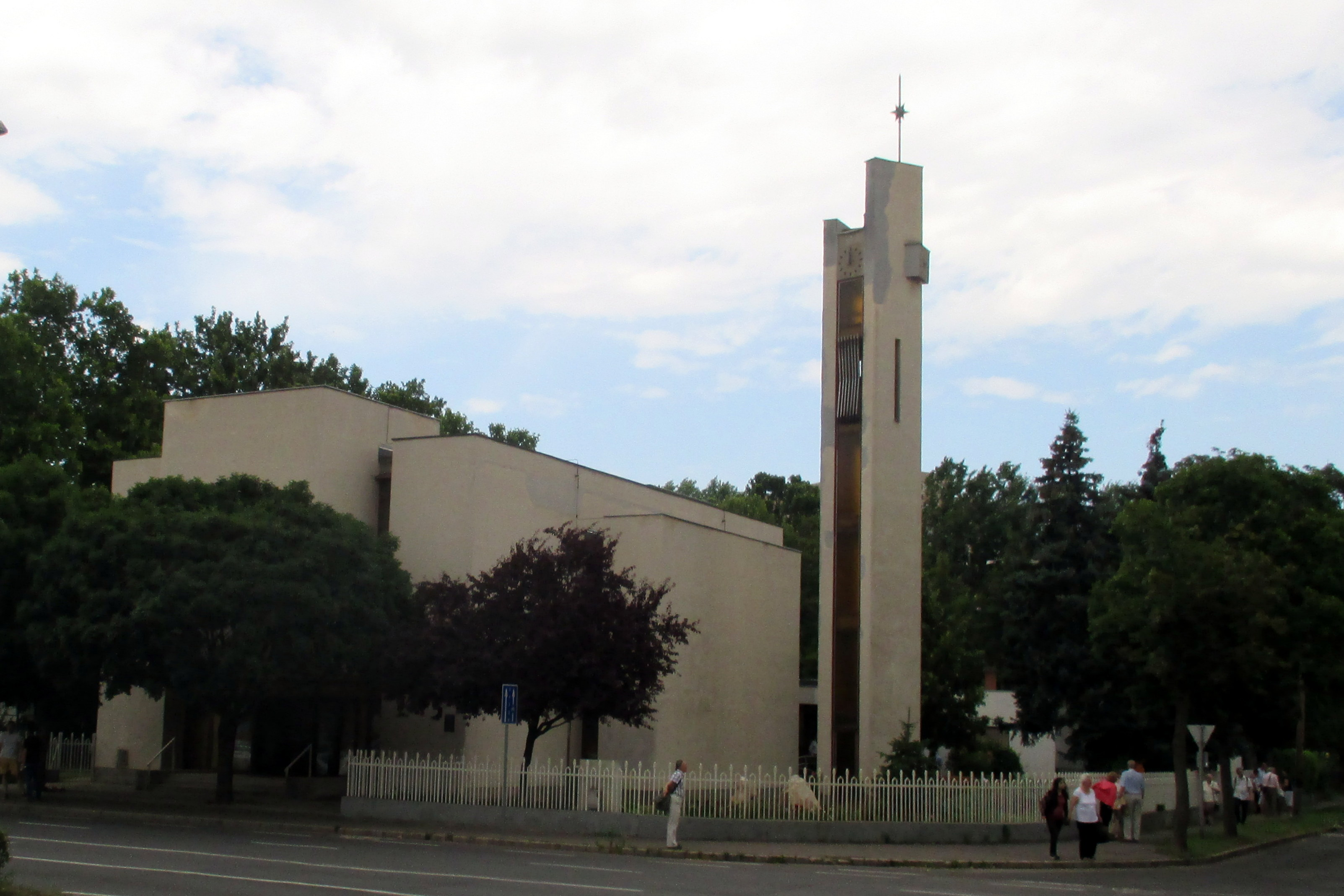

### A gyülekezet története 1975-től
Utódja dr. Kormos László lelkész az 1975. október 31-én felszentelt, eredetileg 280 férőhelyes Kálmán Ernő építész által tervezett debreceni Bolyai utcai templomba költözött a gyülekezettel, mely Debrecen-Nagyerdei Református Egyházközség néven működik.
A Bólyai utcai templom gyülekezete 1980-ban orgonát, 1985-ben gyülekezeti termet építtetett. 1990-től a szolgálatot megválasztott lelkészekként Püski Lajos és felesége, Püskiné Szécsi Judit látják el.
A gyülekezet épülete belső átalakítással 1993-ban újabb teremmel bővült, 1995-ben a templomba új karzatot építettek. Így összesen 450 ülőhelyessé bővült a templom. 2008-ban a templom és a parókia összeépítésével létrejött egy átrium és több gyülekezeti teremmel bővült a templom épülete.

## A gyülekezet lelkészei
- 1944 – 1949 Szenes László
- 1950 – 1958 Kovács József
- 1958 - 1972 Éliás József
- 1973 - 1990 dr. Kormos László
- 1990 - 2024 Püski Lajos és Püskiné Szécsi Judit]
- 2024- Németh Áron

## Misszió

### Diakónia
A gyülekezet minden évben részt vesz a hajléktalanoknak való ételkészítésben és annak kiosztásában. Szorosan együttműködik a Református Szeretetszolgálattal adománygyűjtések tekintetében.
A gyülekezet tagjai rendszeresen beteglátogatást végeznek.